# Alejandra Vega
Alejandra Catalina Vega Baeza (Santiago, 10 de marzo de 1978) es una actriz chilena de cine, televisión y teatro.

## Biografía

### Primeros años
Vivió en Peñaflor hasta los 20 años, educándose en el Colegio Sagrado Corazón de Talagante. A los 16 años viaja a Bélgica, donde tiene su primer acercamiento con el oficio teatral, al trabajar en la compañía amateur de la municipalidad de Mol, provincia de Amberes.

### Estudios
En 1998 entra a la Escuela de Teatro de la Pontificia Universidad Católica de Chile, donde obtiene el título profesional de actriz en 2003, luego de aprobar su memoria de título acerca de Alejandro Jodorowsky.

## Carrera

### Sus inicios
Comenzó su carrera en variadas obras de teatro y en televisión tuvo su debut en la película para televisión El pozo, perteneciente a la franquicia "cuentos chilenos " de TVN. Posterior a eso, actuó en variadas series chilenas como La vida es una lotería, Tiempo Final, El Cuento del Tío , El día menos pensado, Casado con Hijos, Infieles, Irreversible, entre muchas otras. A nivel de teleseries destaca su participación en Martín Rivas y La Chúcara, donde en ambas producciones fue antagonista.
Actualmente reside en Santiago de Chile.

## Filmografía

### Cine
| Películas | Películas                   | Películas    | Películas |
| Año       | Película                    | Rol          |           |
| --------- | --------------------------- | ------------ | --------- |
| 2002      | El Pozo                     | Rosa         |           |
| 2004      | Monte Grande: What Is Life? | ¿?           |           |
| 2007      | Malta con huevo             | Mesera Malta |           |
| 2008      | El pirata Ñancupel          | ¿?           |           |
| 2009      | Súper                       | Sofía        |           |
| 2023      | Papá al rescate             | Ester        |           |

### Televisión

#### Telenovelas
| Teleseries | Teleseries            | Teleseries        | Teleseries  |
| Año        | Teleseries            | Rol               | Canal       |
| ---------- | --------------------- | ----------------- | ----------- |
| 2003       | 16                    | Roberta Carreño   | TVN         |
| 2003       | Machos                | Claudia           | Canal 13    |
| 2004       | Hippie                | María             | Canal 13    |
| 2004       | Ídolos                | Denisse Figueroa  | TVN         |
| 2007       | Vivir con 10          | Scarlett Lozano   | Chilevisión |
| 2010       | Martín Rivas          | Adelaida Molina   | TVN         |
| 2013       | Secretos en el jardín | Maritza Morales   | Canal 13    |
| 2014       | La Chúcara            | Magdalena Andrade | TVN         |

#### Series y unitarios
| Series y unitarios | Series y unitarios          | Series y unitarios  | Series y unitarios | Series y unitarios                                                                    |
| Año                | Series                      | Rol                 | Canal              | Notas                                                                                 |
| ------------------ | --------------------------- | ------------------- | ------------------ | ------------------------------------------------------------------------------------- |
| 2003               | La vida es una lotería      | Marlene Pino        | TVN                | Episodio "El sapo y la Princesa"                                                      |
| 2003               | Mujer, Rompe el silencio    | Jacqueline Caro     | Mega               |                                                                                       |
| 2004               | Bienvenida Realidad         | Cinthia Robles      | TVN                |                                                                                       |
| 2005               | Urgencias                   | Mariela Donoso      | Mega               |                                                                                       |
| 2005               | La Nanny                    | Jeannette Rodríguez | Mega               | Episodio "Despedida de Niñera"                                                        |
| 2005               | Kevin´s way                 | Lorena Lozano       | 13C                |                                                                                       |
| 2005               | El Cuento del tío           | Betina Suárez       | TVN                | Episodio "El Flete"                                                                   |
| 2006               | Teatro en CHV               | 2 Personajes        | Chilevisión        | Episodios: "El mejor hombre para el puesto es una mujer" y "El pintor y su pinturita" |
| 2006               | La vida es una lotería      | Isabel Pérez        | TVN                | Episodio "El cariño del Padre"                                                        |
| 2006               | Tiempo Final                | Julieta Pantoja     | TVN                | Episodio "Los Infieles"                                                               |
| 2006               | Mujeres que matan           | Bárbara Tamayo      | Chilevisión        |                                                                                       |
| 2006               | El día menos pensado        | Camila Díaz         | TVN                | Episodio "El Contacto"                                                                |
| 2007               | Teatro en CHV               | Valentina           | Chilevisión        | Episodio "Por fin solos"                                                              |
| 2007               | Infieles                    | Amiga               | Chilevisión        | Episodio "La Fea"                                                                     |
| 2008               | Teatro en CHV               | Gloria              | Chilevisión        | Episodio "Mi marido es tu amante"                                                     |
| 2008               | Camera Café                 | Paz Santelices      | Mega               |                                                                                       |
| 2008               | Huaquimán y Tolosa          | Glenda              | Canal 13           | Episodio "El Prestamista"                                                             |
| 2008               | Casado con Hijos            | Rita Baeza          | Mega               |                                                                                       |
| 2009               | Teatro en CHV               | ¿?                  | Chilevisión        | Episodio "No estabas muerta, andabas de parranda"                                     |
| 2010               | Teatro en CHV               | ¿?                  | Chilevisión        | Episodio "Mi cuñada me tiene ganas"                                                   |
| 2010               | Aquí no hay quien viva      | Sandra              | Chilevisión        | Episodio "La Infidelidad"                                                             |
| 2011               | La Colonia                  | Perla Sandoval      | Mega               |                                                                                       |
| 2014               | Lo que callamos las mujeres | Diana Chávez        | Chilevisión        | Protagonista                                                                          |
| 2016               | Código Rosa                 | Paulina             | Mega               | Protagonista                                                                          |
| 2017               | Vidas en Riesgo             | Marta               | Chilevisión        | Protagonista                                                                          |
| 2017               | Irreversible                | Fresia / Rosa       | Canal 13           | Episodios: "El Encargo" y "La Cárcel en mi Casa"                                      |
| 2017               | Lo que callamos las mujeres | Katrina / Carla     | Chilevisión        | 2 Capítulos, Protagonista                                                             |
| 2018               | Lo que callamos las mujeres | Blanca / Sonia      | Chilevisión        | 2 Capítulos, Protagonista                                                             |

### Teatro
- Tengo miedo torero (actriz invitada):

Tengo miedo torero, basada en la novela homónima de Pedro Lemebel, narra el amor imposible entre «La Loca», un homosexual fanático de los boleros de Sara Montiel, y Carlos, un joven perteneciente al Frente Patriótico Manuel Rodríguez que se dispone a participar en el frustrado intento de eliminar al dictador chileno. El relato une a dos seres muy diferentes en medio de un mundo convulsionado, tratando el tema de la homosexualidad desde el punto de vista de la marginalidad y la política.
- Quién mató a Patricia:

La obra nos instala en el chile de los 80, teniendo un guiño claro a las teleseries de la época. A partir de ello, se proyectan las historias de los personajes arquetipo del género: el galán, la muchacha pobre, la mujer arribista y mala, la mujer buena y atormentada, y el muchacho en crisis que vive todo esto. Y como parte de un correcto desarrollo de una historia televisiva, se presentan como personajes secundarios dos niños de utilería, quienes, a la postre, terminan siendo los personajes principales de este relato. A partir de roles de extras en la escena final de la teleserie, veremos sus vidas proyectarse históricamente, creciendo con los personajes de televisión que modelan su entorno.
- Rojas

Cuando uno lee los poemas de Gonzalo Rojas, de inmediato invade la sensación de estar leyendo un cuento, cuento del cual el poeta ha sido partícipe y testigo y del que nos hace cómplices, compartiéndonos su visión exquisitamente subjetiva con respecto a él y a sus personajes, que son tanto prostitutas como intelectuales, pasando por sus padres e Hilda, su mujer: un cuento que es parte de sí.
A partir de esta sensación nace "Rojas", una obra teatral y musical que, partiendo de la recopilación completa de su obra publicada y algunos poemas inéditos, busca contar los hechos más importantes de vida del vate a través de la poesía, algunas de sus entrevistas y del jazz, "o jizz, que en lenguaje de los negros quiere decir semen, ¿sabía usted?".
- La Música

Basada en el texto de Marguerite Duras, “La música” busca mostrar el estrecho (a veces extremo, a veces hasta curioso) vínculo que puede llegar a existir entre dos mujeres, en la obra Michelle y Ana, quienes en el pasado tuvieron una muy cercana relación y se reencuentran después de dos años. A medida que la obra avanza, nos vamos enterando de la vida en común de los personajes, de qué manera cada una la recuerda y los confusos sentimientos que causan en ellas.
- Los Gemelos Venecianos

La acción se desarrolla en Verona. El abogado Balanzoni quiere casar a su hija Rosaura. El Joven Zanetto, que vive en Bérgamo y es hijo de una rica familia de Venecia, parece ser un buen pretendiente, aunque parezca un idiota. En el mismo momento, Tonino, el hermano gemelo de Zanetto, astuto, vagabundo y en la quiebra, llega a Verona ya que ha huido de Venecia por culpa de un asunto sentimental que ha salido mal. Tonino, que no quiere ser reconocido, se hace pasar por Zanetto, lo que va, por supuesto, a generar una cascada de malentendidos.
- “Púrpura, destello de un desgarro”,2001, de Alejandra Vega. Dirección: Alejandra Vega.

- “En pocas palabras”,,1999 de Cristóbal Mühr. Dirección: Natalia Grez.

- “Líneas”,,1998 de Beatriz Liebe. Dirección: Diego Valenzuela.